# El coronel no tiene quien le escriba (pel·lícula)
El coronel no tiene quien le escriba és una pel·lícula de 1999 dirigida per Arturo Ripstein. Va ser adaptada per Paz Alicia Garciadiego de la novel·la homònima de Gabriel García Márquez. La pel·lícula és una coproducció internacional entre Mèxic, França i Espanya.

## Repartiment
- Fernando Luján: Topo
- Marisa Paredes: Ruiz
- Salma Hayek: Lobarbo chipika
- Rafael Inclán: padre Ángel
- Ernesto Yáñez: don Sabas
- Daniel Giménez Cacho: Nogales
- Esteban Soberanes: Germán
- Patricia Reyes Spíndola: Jacinta
- Odiseo Bichir: Dr. Pardo
- Julián Pastor: Lugones
- Eugenio Lobo: Álvaro

## Producció
La producció de la pel·lícula va ser una qüestió de família, ja que Arturo Ripstein en fou el director, la seva esposa Paz Alicia Garciadiego va escriure el guió, i el seu fill Gabriel Ripstein va fer el seu debut com a productor.

## Premis
La pel·lícula va ser presentada per l'Academia Mexicana de Artes y Ciencias Cinematográficas com la seva candidata per al Oscar a la millor pel·lícula de parla no anglesa en 1999, però no va aconseguir la nominació. La pel·lícula també va competir al 52è Festival Internacional de Cinema de Canes de 1999. Paz Alicia Garciadiego fou nominada al Goya al millor guió adaptat.